# Соли Туттона
Соли Тутто́на (шени́ты) — двойные комплексные соли общей формулы M2I MII (SO4)2·6H2O.
В качестве металла MI могут выступать Cs, K, NH4, Rb, Tl (катионы лития и натрия слишком малы). В качестве металла MII могут выступать  Cd, Co, Cr, Cu, Fe, Mg, Mn, Ni, V, Zn.
Название «шениты» произошло от минерала шенита, K2Mg(SO4)2·6H2O.
Соли Туттона кристаллизуются в моноклинной решётке с пространственной группой P21/a.

## История
Наиболее известным представителем является соль Мора.
В 1949 году появилось несколько работ, посвящённых изучению магнитных свойств квасцов и солей Туттона при температурах ниже 0,1 К. Особый интерес вызвал эффект Яна — Теллера в таких комплексах.

## Применение
Применяются в качестве прекурсоров для твердофазного синтеза смешанных оксидов, например, ферритов.